# John B. Henderson
Pour les articles homonymes, voir John Henderson et Henderson.
John Brooks Henderson (16 novembre 1826 - 12 avril 1913) fut un sénateur des États-Unis pour le Missouri, qui fut également coauteur du Treizième amendement de la Constitution des États-Unis.
Né près de Danville, en Virginie, il déménagea avec ses parents pour s'installer dans le comté de Lincoln, dans le Missouri, et étudia sans professeur, alors qu'il participait aux travaux de la ferme, pour finalement être admis au barreau en 1844.